# Syzygium maraca
Syzygium maraca är en myrtenväxtart som beskrevs av Lyndley Alan Craven och Edward Sturt Biffin. Syzygium maraca ingår i släktet Syzygium och familjen myrtenväxter.
Artens utbredningsområde är Queensland. Inga underarter finns listade i Catalogue of Life.